# Tournecoupe
Tournecoupe è un comune francese di 287 abitanti situato nel dipartimento del Gers, nella regione dell'Occitania.

## Società

### Evoluzione demografica
Abitanti censiti